# Ouilly-le-Vicomte
Ouilly-le-Vicomte település Franciaországban, Calvados megyében. Lakosainak száma 759 fő (2022. január 1.). Ouilly-le-Vicomte Coquainvilliers, Lisieux, Manerbe, Norolles, Rocques és Saint-Désir községekkel határos.

## Népesség
A település népességének változása:
| Lakosok száma | 570  | 854  | 810  | 746  | 863  | 820  | 810  | 774  | 756  | 759  |
|               | 1968 | 1982 | 1990 | 2006 | 2013 | 2015 | 2017 | 2019 | 2020 | 2022 |